# Alessandro Fortis

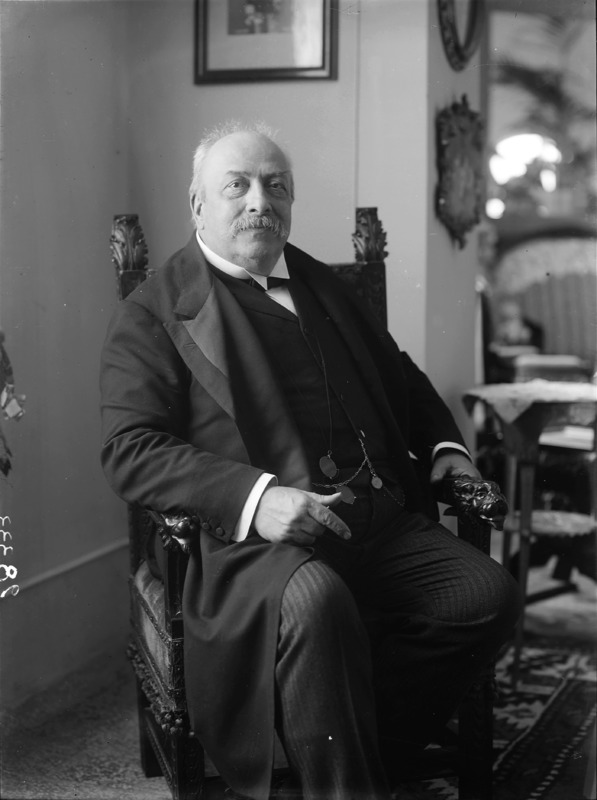
Alessandro Fortis

Alessandro Fortis (* 16. September 1842 in Forlì; † 4. Dezember 1909 in Rom) war ein italienischer Rechtsanwalt und Politiker.  Vom Juni 1898 bis Mai 1899 war er im Kabinett Pelloux Landwirtschaftsminister, vom 28. März 1905 bis zum 8. Februar 1906 Präsident des Ministerrats (Ministerpräsident). Vom 28. März bis zum 24. Dezember 1905 war er dabei zugleich Außenminister, in seinen letzten Amtswochen zugleich Innenminister.

## Herkunft und Jugend
Da sein Vater schon kurz nach seiner Geburt verstarb, wuchs Fortis bei seinem sehr liberalen Onkel Gaetano Ghinassi aus wohlhabender jüdischer Familie auf. Er studierte Philosophie in Rom und anschließend Rechtswissenschaft in Pisa und machte während des Studiums die Bekanntschaft Sidney Sonninos und Cesare Parenzos, die wie er selbst später eine wichtige Rolle in der italienischen Politik spielten. Er verkehrte in republikanischen und radikal-liberalen Kreisen der Anhänger Giuseppe Mazzinis und Giuseppe Garibaldis. 1864 ließ er sich als Rechtsanwalt nieder und spezialisierte sich allmählich auf politische Prozesse. Im Dritten italienischen Unabhängigkeitskrieg 1866 kämpfte er in Garibaldis Freikorps gegen die Österreicher.

## Politische Karriere
Nach einer erfolglosen Kandidatur 1876 wurde Fortis 1880 erstmals in das italienische Parlament gewählt. Während des Wahlkampfes hatte er versprochen, sich für eine Reform des Wahlrechts einzusetzen.
Fortis war zunächst unter Francesco Crispi als Unterstaatssekretär des Inneren tätig und arbeitete später für die Regierung Pelloux. Nach seinem Ausscheiden aus dieser Regierung schloss er sich der moderat-liberalen Oppositionsrichtung Giovanni Giolittis, genannt Historische Linke, an und unterstützte die Regierungen Zanadelli und Giolitti (2.).
Auf Empfehlung Giolittis wurde er im März 1905 selbst Ministerpräsident. Seine wichtigste Aufgabe war die Beendigung eines Streiks der Eisenbahnangestellten, der das Transportwesen des Landes nahezu zum Stillstand gebracht hatte. Fortis' Regierung verstaatlichte die Eisenbahnen, wodurch die Angestellten einerseits öffentliche Bedienstete wurden, andererseits das Streikrecht verloren.
Im September 1905 erschütterte ein schweres Erdbeben Süditalien und forderte Hunderte Todesopfer. Fortis besuchte die Unglücksregion noch im selben Monat und organisierte Hilfsmaßnahmen für den Wiederaufbau. Im November 1905 zeigte sich aus Anlass der parlamentarischen Beratung eines Handelsvertrages mit Spanien, dass die bisherige Regierungsmehrheit zerfallen war. Fortis trat im Dezember zurück, wurde vom König Viktor Emanuel III. erneut mit der Regierungsbildung beauftragt, erhielt für sein neues, politisch bunt gemischtes Kabinett jedoch nicht das Vertrauen des Parlaments und musste Anfang Februar 1906 endgültig aus dem Amte scheiden.